# Oude linde van Achterberg
De oude linde van Achterberg (ook wel: de 1000-jarige linde van Achterberg, of van Levendaal) is een monumentale Hollandse linde (Tilia ×europaea), waarvan de leeftijd wordt geschat op 350 tot 700 jaar. Hij bevindt zich bij een boerderij, die gebouwd is op de plaats waar zich tot ongeveer 1820 het kasteel Levendaal bevond. De oude linde was de eerste boom in Nederland waarop boomchirurgie werd toegepast.
De — volgens een deskundige — "fantastische boom" heeft een grillige holle stam met enkele adventiefwortels. Hij werd anno 1989 beschouwd als de nr. 4 in de "Nederlandse linde-top-tien".
Tijdens de herfstorm Ciarán van 2023 raakte de linde ernstig beschadigd.

## Levendaal

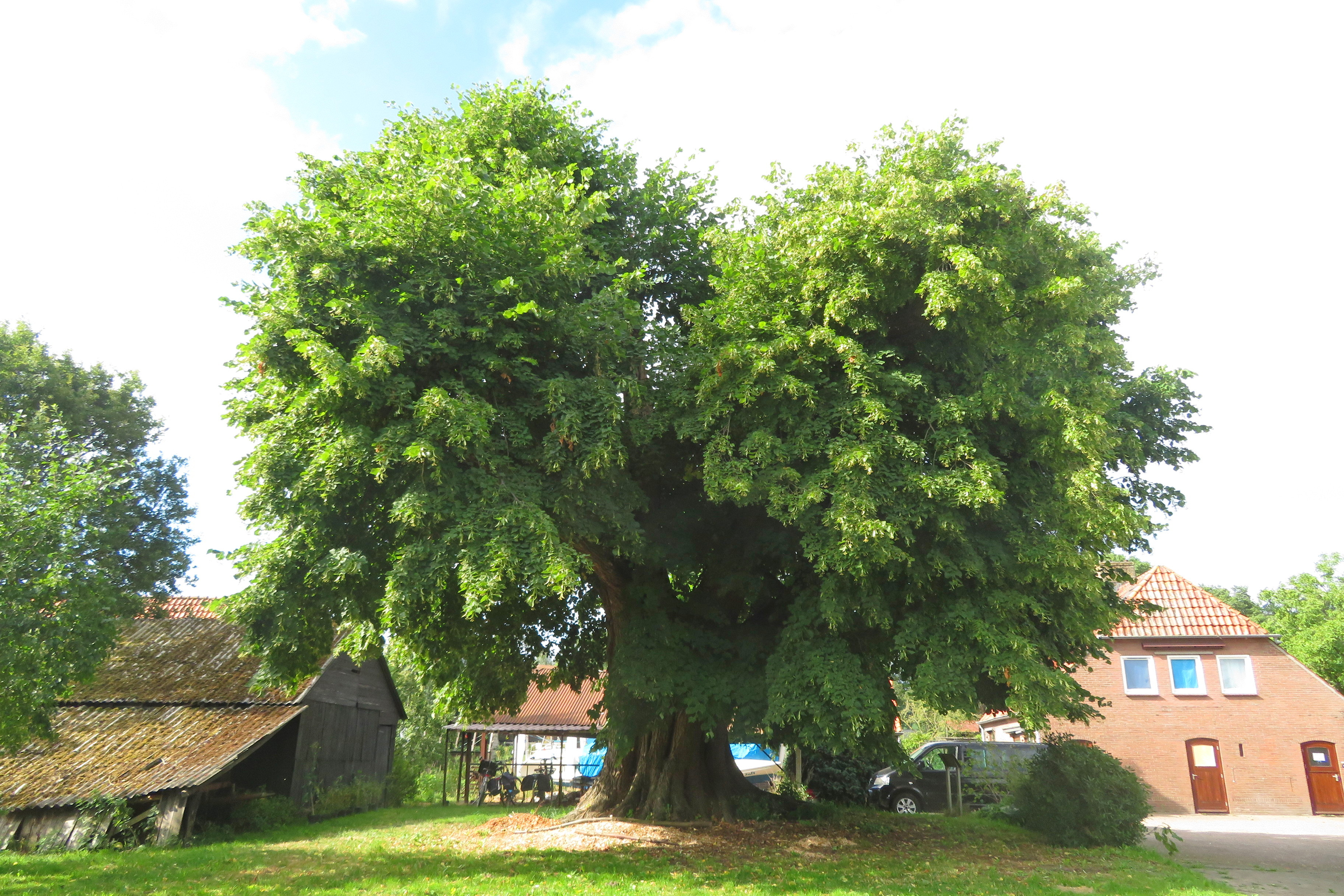
De oude linde in de zomer van 2023

De boerderij en de boom liggen in de buurtschap Laareind, vlak bij het dorp Achterberg (gemeente Rhenen), in de uiterste zuidoosthoek van de provincie Utrecht.
De buurtschap ligt op de flank van de Utrechtse heuvelrug, tegen de Laarsenberg aan, en dicht bij de uiterste punt van de heuvelrug, de Grebbeberg. Naar het noorden en oosten strekt zich de Gelderse Vallei uit. De grens met Gelderland wordt gevormd door de Bisschop Davidsgrift, die onderaan de Grebbeberg bij een sluis begint en door de Gelderse Vallei loopt, langs Veenendaal naar Amersfoort en verder. Het gebied was sinds de middeleeuwen van groot strategisch belang voor de kerkelijke en wereldlijke heerser van Utrecht, de bisschop. Er bevonden zich in het gebied dicht bij elkaar verschillende versterkte huizen en kastelen: allereerst de ridderhofstede Ter Horst, sinds de twaalfde eeuw; in de veertiende eeuw werd Levendaal een bisschoppelijk leen; in de vijftiende eeuw beleende de bisschop Heimerstein. 
Op een oude afbeelding van Levendaal van de hand van Jan de Beijer die dateert van rond 1750, is een boom te zien, die heel goed de Hollandse linde zou kunnen zijn.

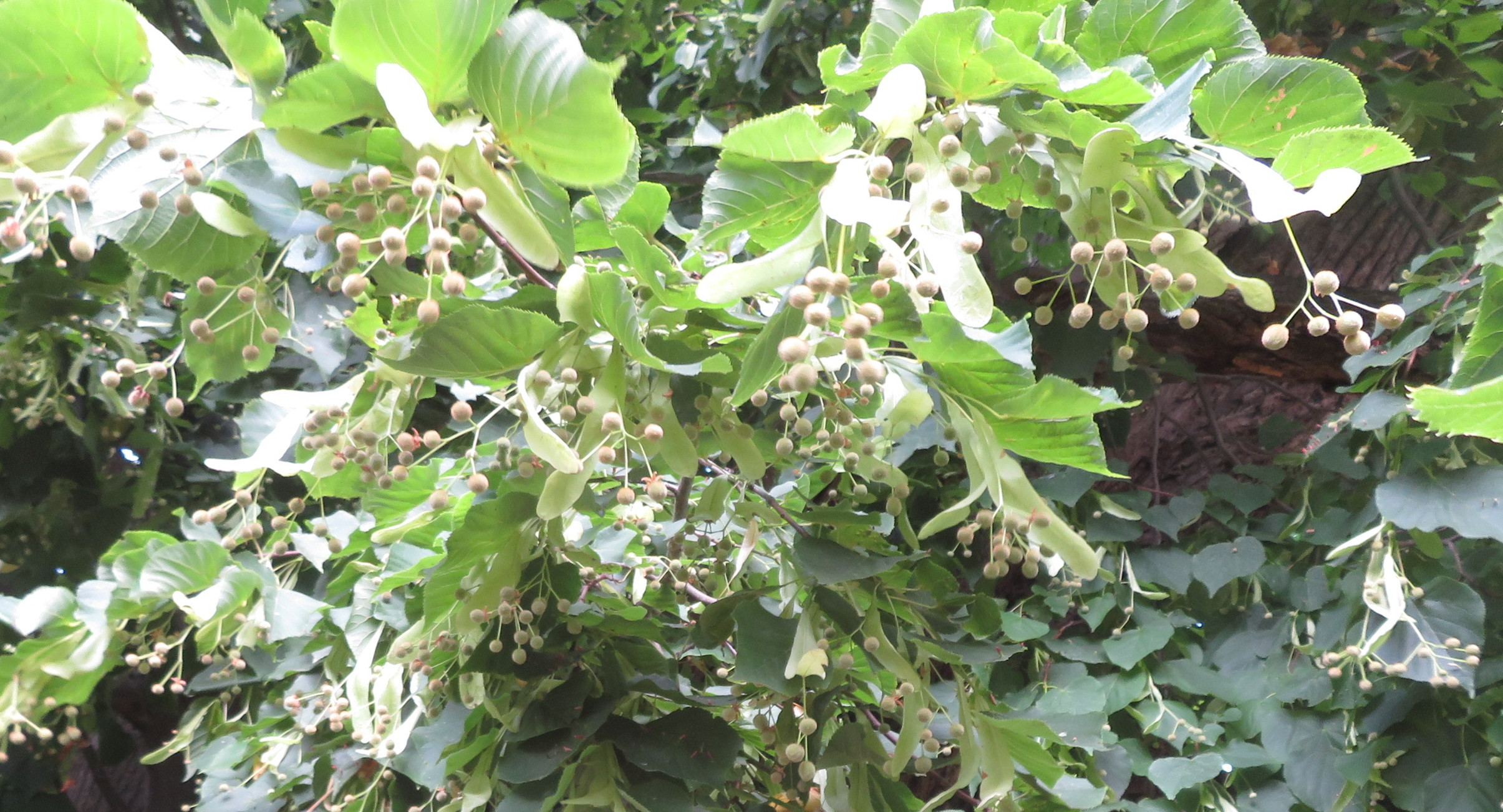
In 2023 is er volop bloei aanwezig in de oude boom

De boom groeide op de voorburcht van het kasteel. Mogelijk werd onder de linde rechtgesproken. 
Rond 1820 werd het kasteel gesloopt. Op de plaats van het kasteel werd een boerderij gebouwd. In 1922 werd vermeld in de koopakte van de boerderij ‘dat de koper(s) en diens rechtsopvolger(s) deze linde moet(en) laten staan en het leven en de groei van deze boom niet mag (mogen) verkorten of vernietigen.’ De geldboete die stond op het overtreden van deze bepaling was ƒ 3000,-.
De boerderij staat aan de Levendaalselaan 6.

## Leeftijd

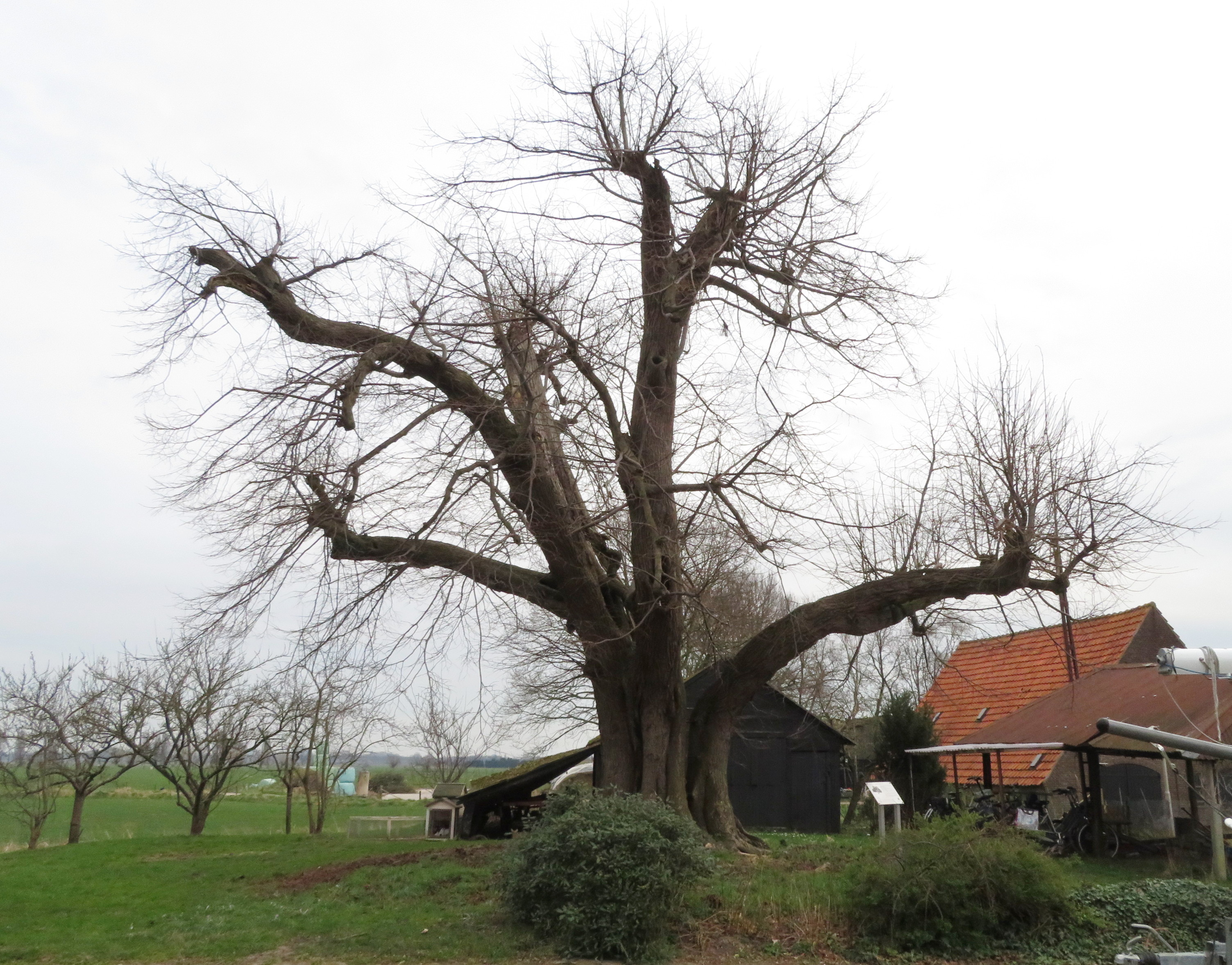
De oude linde in de winter van 2022

Het bepalen van de leeftijd van oude linden is een lastige zaak, omdat ze meestal hol zijn, en de oudste jaarringen dus ontbreken. Dat is ook bij de oude linde van Levendaal het geval. Aanvankelijk werd de boom wel aangeduid als "duizendjarige linde". J'ørn Copijn schatte de leeftijd van de boom op één plaats in zijn boek uit 1977 op 700 jaar en op een andere plaats op ongeveer 600 jaar. In een ander verband werd de leeftijd van de boom door Copijn op 500 jaar geschat. 
Gerrit de Graaff schrijft dat de boom in de volksmond "de duizendjarige linde van Achterberg" wordt genoemd, maar in werkelijkheid ongeveer 350 jaar oud is. "Toch zijn er deskundigen die hem veel ouder schatten."
Bert Maes, expert op het gebied van linden, achtte het in 2010 waarschijnlijker dat de boom niet ouder was dan 350 jaar. Hij rekende de boom tot de "landelijke top tien van de monumentale linden." Als aanwijzing voor de hoge leeftijd gold allereerst de "enorme stamomtrek van zes meter." Daarnaast verwees hij naar de prent van De Beijer, waarop mogelijk dezelfde linde is afgebeeld. 

## Boomchirurgie

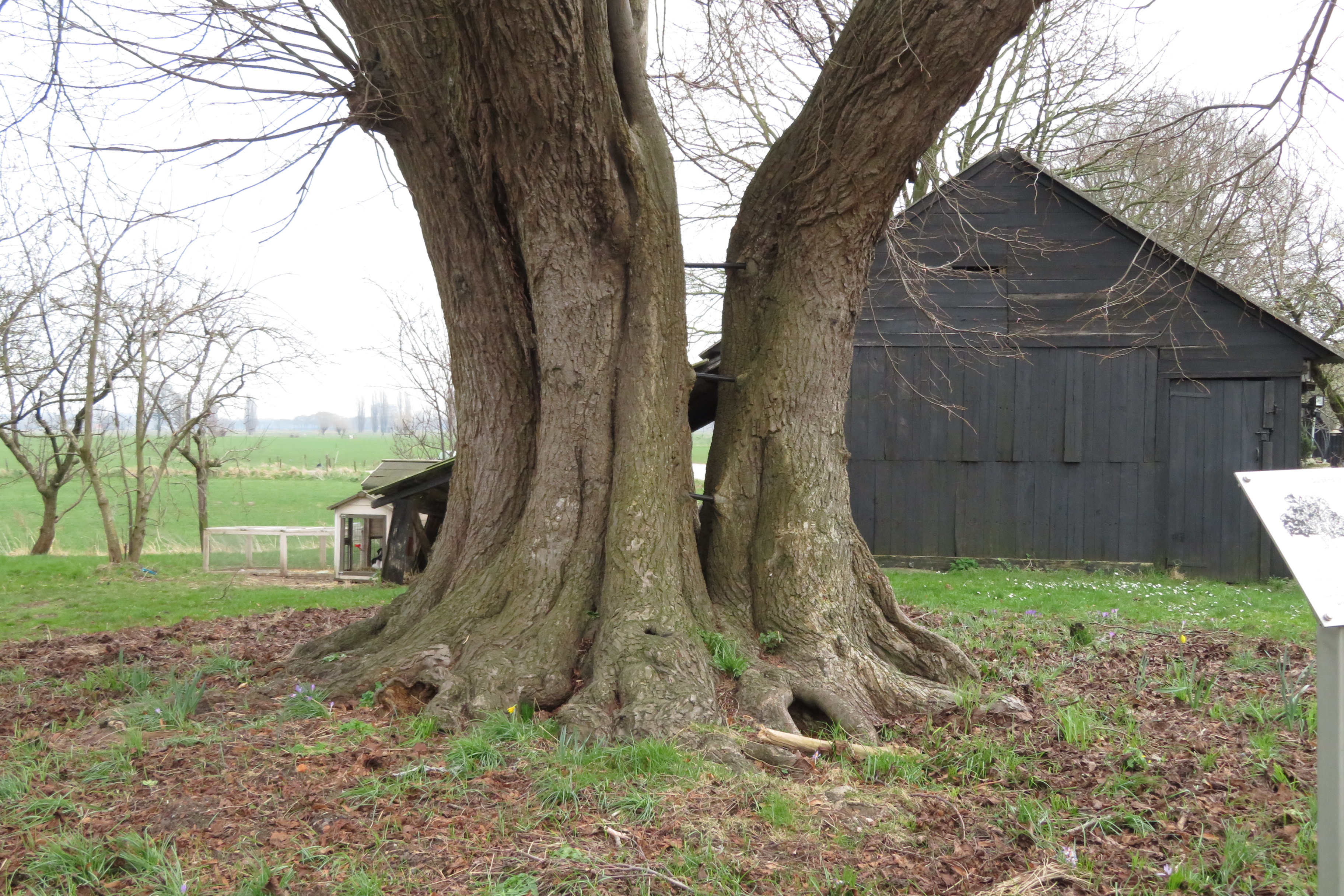
In de stam zijn enkele stangen van de boomchirurgie te zien (2022)

De oude linde van Achterberg dankt zijn bestaan sinds 1966 aan de zorgen van J'ørn en Allrik Copijn en hun opvolgers.
In 1966 werd de oude linde ernstig gehavend in een zware storm. Hij leek ten dode opgeschreven, maar werd door de – toen nog jonge – broeders Copijn behandeld. Daardoor hoefde hij niet te worden gekapt.
De boom werd volgens de toen geldende opvattingen behandeld: takken werden ingekort, de stam werd schoongemaakt en in de stam werden staalkabels en ijzeren staven aangebracht, ter voorkoming van uitscheuren. Het project kostte indertijd ƒ 3500, betaald door Staatsbosbeheer, die ook de grond pachtte waarop de boom stond en daarmee het kleinste natuurreservaat van Nederland creëerde. In 1986 werd het pachtcontract overgenomen door de firma Copijn.
De boom stond er anno 2024 nog steeds prachtig en gezond bij.......

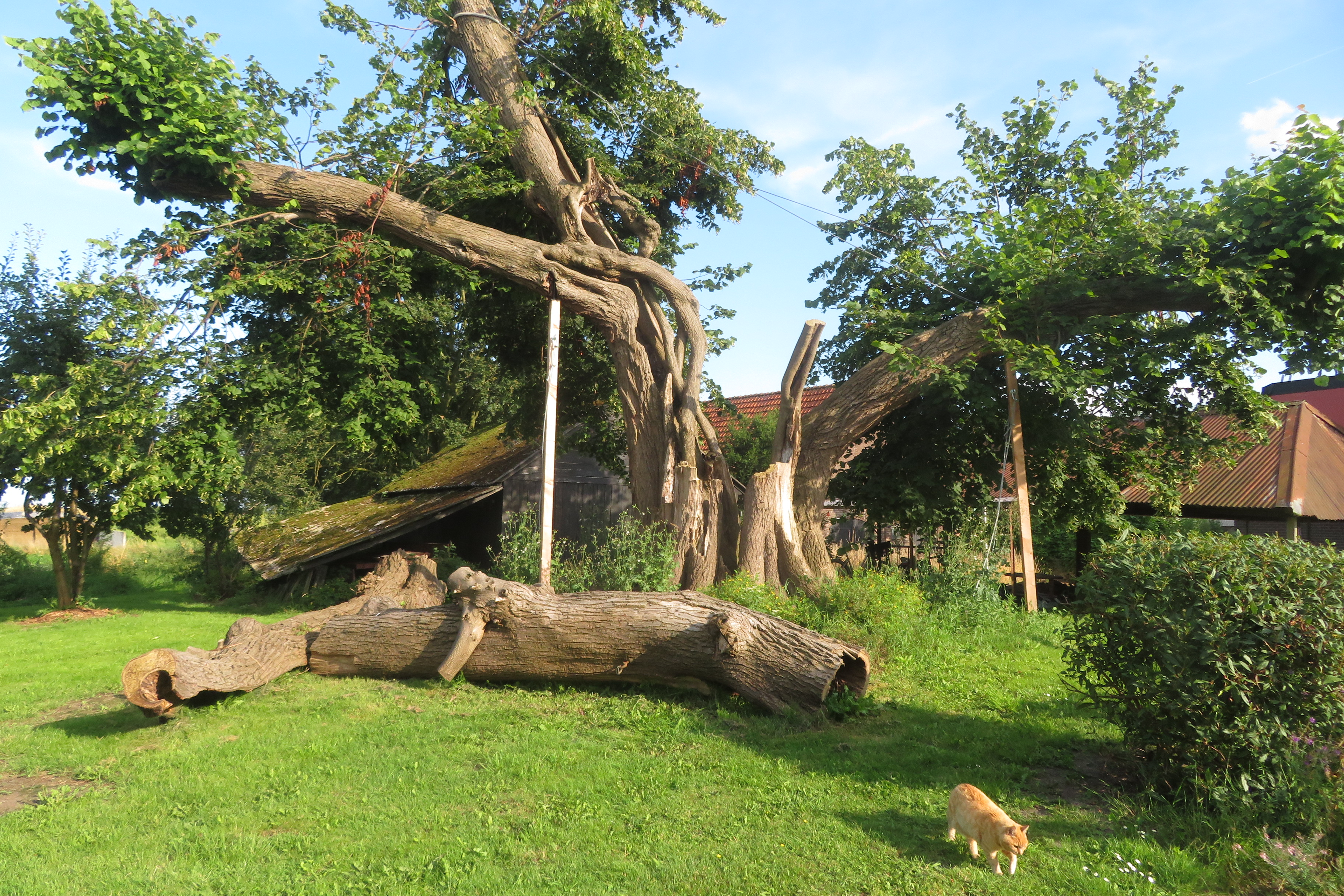
De oude linde, ruim een half jaar na de forse stormschade van 2023, met stutten

## 2023: stormschade
Tot de oude linde tijdens de storm Ciarán (herfst 2023) ernstig beschadigd werd. Het centrale deel van de stam, en het bijbehorende deel van de kroon braken uit. Er bleven twee stamdelen over, en daarvan groeide het bijbehorende kroondeel op enkele meters hoogte volledig horizontaal. Het risico op het volledig bezwijken van de boom werd zo groot dat een deel van de resterende kroon is gesnoeid. Daarnaast is de boom op 26 april 2024 door Copijn gestut. De vraag is hoe de boom hier de komende jaren op gaat reageren. Gaat de boom nieuwe scheuten vormen? Kan het feit dat er nu veel daglicht in het centrale deel doordringt, leiden tot nieuwe loten die op termijn een nieuwe stam gaan vormen?